# Colla animale

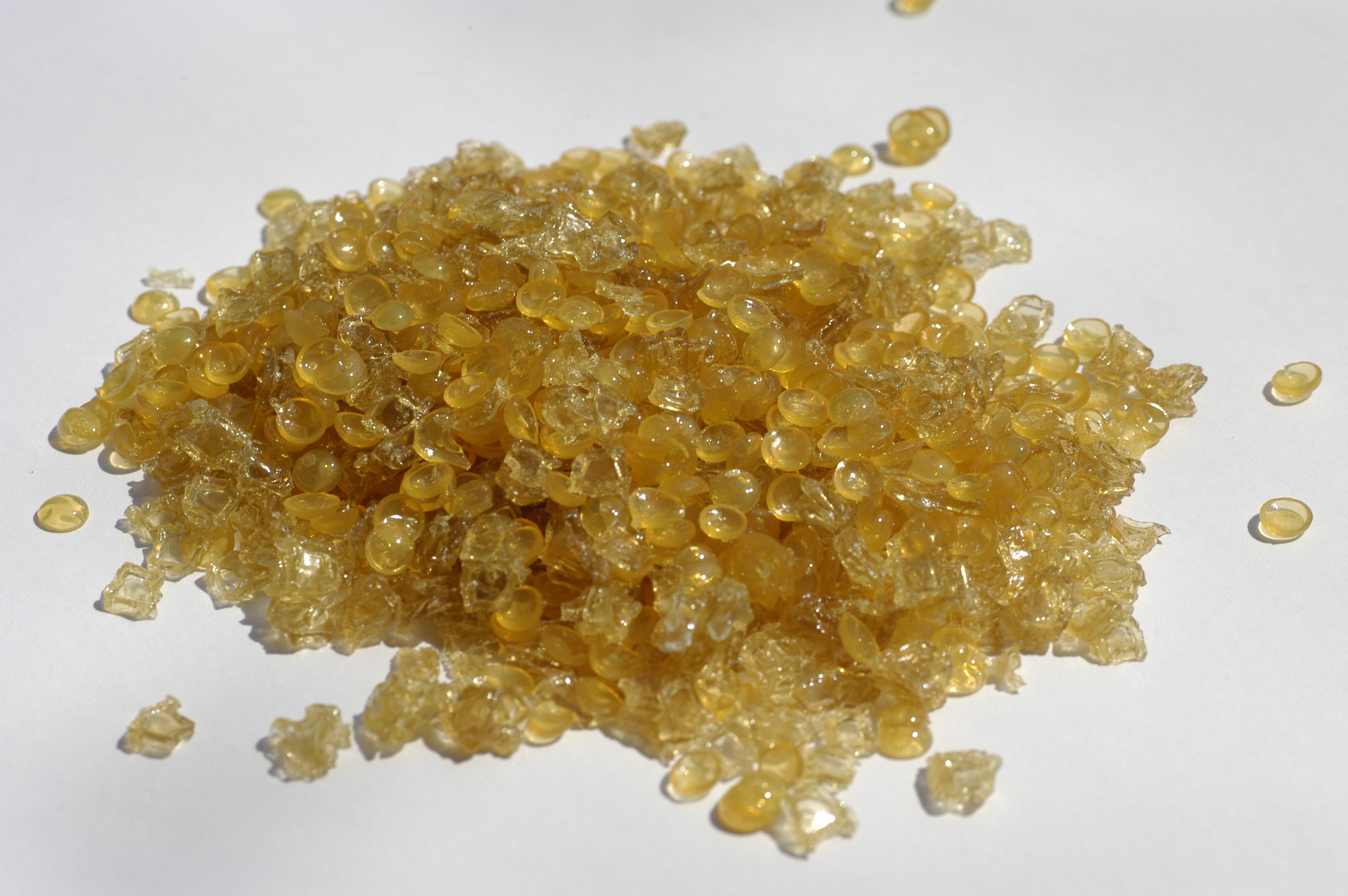
Colla animale in granuli

La colla animale è una sostanza proteica avente funzione adesiva, ed estratta da tessuti animali. Nella sua composizione prevale la proteina collagene e sono poi presenti altre sostanze non proteiche. Esistono diverse tipologie di colle animali a seconda della materia prima e dell'animale da cui la si estrae: tendini o pelle (colla di pelle), ossa (colla d’ossa), varie parti di pesci (colla di pesce), pergamena (colla di pergamena) ecc.
Aspetto, costituzione chimica e proprietà fisiche delle colle variano a seconda dei trattamenti di preparazione o purificazione. Le qualità meno purificate sono chiamate colle forti, quelle più pure gelatine; queste ultime sono costituite esclusivamente da collagene. In linea generale si può affermare che sono tutte solubili in acqua.
Una soluzione di colla animale si prepara facendo rigonfiare i pezzi del materiale in acqua fredda e, successivamente, riscaldandola più o meno moderatamente a seconda che la si debba usare come adesivo o come legante.
I principali fattori di degrado per le colle animali sono l'azione dell'acqua (che diventa un veicolo per altri reattivi) e quella di microrganismi. L'invecchiamento della colla animale porta invece alla perdita di coesione e di adesione.

## Storia
Il primo attestato utilizzo di colla animale da parte dell'uomo risale al 3000 a.C. Pare infatti che gli Egizi producessero della colla tramite bollitura della pelle animale.
L'uso della colla animale ha avuto un utilizzo lunghissimo perché è stata la sostanza adesiva più utilizzata per millenni. Un grosso cambiamento nel campo delle sostanze adesive, però, si ha avuto a partire dal XIX secolo con l'avvento delle produzioni industriali: le proprietà della colla animale, infatti, non sono adatte per questo tipo di produzione perché richiede tempi più lunghi e procedimenti più complessi rispetto a quelli necessari per le colle sintetiche; la colla animale, ad esempio, ha bisogno di essere sciolta in acqua calda prima di essere utilizzata. Non solo, a contribuire al declino dell'uso della colla animale hanno contribuito anche l'introduzione dell'uso di parti prefabbricate (specie nel settore dei mobili) e la creazione di colle aventi un potere adesivo superiore. Tutti questi elementi hanno contribuito a confinare l'uso della colla animale principalmente ai lavori di restauro.